# جمع‌آوری فضولات سگ

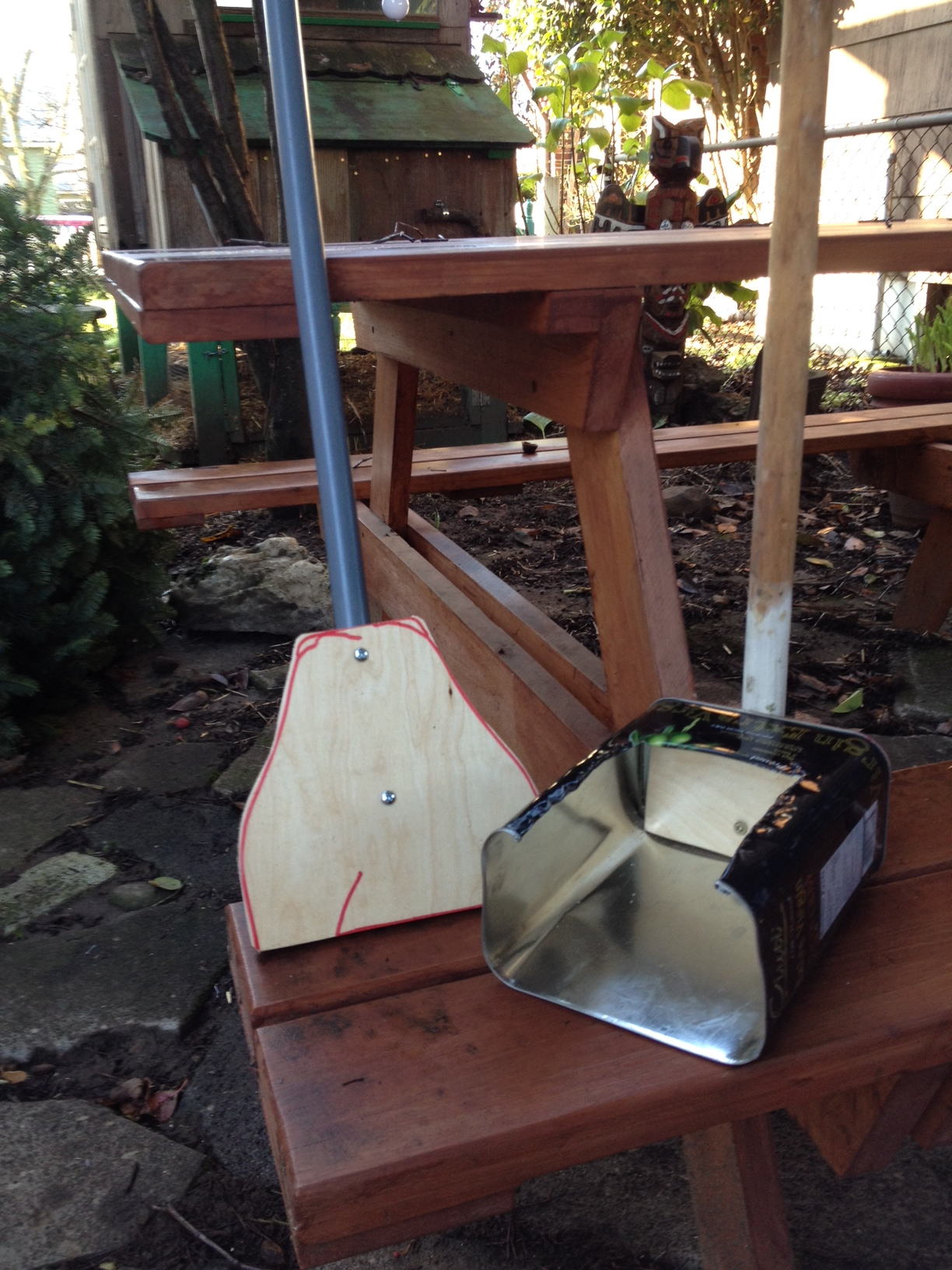

دستگاه جمع‌آوری فضولات سگ، ابزاری است که برای برداشتن فضولات حیوانات خصوصاً سگ‌ها از مکان‌ها و حیاط‌های عمومی، استفاده می‌شود. این دستگاه‌ها اغلب دارای کیف یا کیسه هستند. 'کیسه‌های فضله' جایگزینی برای این دستگاه‌ها است و کیسه ای است که معمولاً داخل آن به بیرون برگردانده می‌شود تا فضله را به یک محل دفع مناسب منتقل کند.

## قانون گذاری
در حدود سال ۱۹۳۵، علائم «سگت را کنترل کن» در نیویورک آغاز به کار کرد و بحث و مکاتبه با اداره دفع فاضلاب و زباله آغاز شد.
دهکده گریت نک استیتس یکی از نخستین جوامعی بود که در سال ۱۹۷۵ یک دستورالعمل محلی را تصویب کرد و ساکنان را ملزم به رفع آلودگی املاک خصوصی و عمومی ناشی از سگ‌ها کرد. موری سیمن، جی گودمن و هوارد زلیکوف، در برابر مخالفت‌های شدید از این طرح طرفداری کردند.
در سال ۱۹۷۸، ایالت نیویورک قانون جمع‌آوری فضله سگ را تصویب کرد. این طرح آنقدر بحث‌برانگیز بود که شهردار کاچ پس از عدم توانایی در متقاعد کردن شورای شهر نیویورک، مجبور شد برای تصویب آن به مجلس قانونگذاری ایالت نیویورک متوسل شود. نیویورک تایمز ، فرن لی بازیگر و مدافع مصرف‌کنندگان را «مبارز اصلی نیویورک در برابر کثافت ناشی از سگ» خواند.
در ۲۰ اکتبر ۱۹۷۸، تصاویر خبری شبکه KQED سانفرانسیسکو صحنه‌هایی از یک کنفرانس مطبوعاتی هاروی میلک در پارک دوبوک را نشان داد که در آن او دربارهٔ قانون جدید «جمع آوری فضله سگ» با نشان دادن چگونگی انجام این کار بحث می‌کرد.
به مناسبت بیست و پنجمین سالگرد قانون جمع‌آوری فضله سگ، از شهردار نیویورک نیویورک اد کاچ نقل شد که، "اگر شما هرگز پا روی فضله سگ گذاشته باشید، می‌دانید که اجرای قانون فضولات سگ بسیار مهم است. قریب به اتفاق اهالی نیویورک وظیفه خود را اجرا می‌کنند و خود مجری قانونند. مناسب نیست کسانی که این کار را نمی‌کنند دوست خوانده شوند. "
در سال ۲۰۱۸، شهر سانفرانسیسکو بودجه بودجه ای را به مبلغ ۸۳۰٬۹۷۷ دلار برای پرداختن به این موضوع اختصاص داد.

تعدادی از حوزه‌های قضایی، از جمله نیویورک، سانفرانسیسکو و شیکاگو قوانینی دارند که صاحبان حیوانات خانگی را ملزم به تمیزکاری بعد از حیوانات خانگی خود می‌کنند:
الف) شخصی که یک سگ، گربه یا حیوان دیگر را در تملک دارد یا آن را کنترل می‌کند، به حیوان اجازه نخواهد داد در پیاده‌روی هر مکان عمومی، در کف، دیوار، پله یا سقف هر گونه مکان عمومی یا خصوصی مورد استفاده به‌طور مشترک توسط عموم، یا روی حصار، دیوار یا پله‌های ساختمانی که بر روی عموم قرار دارد کثافت کاری کند.
کارمندان مجاز اداره‌های بهداشت و درمان شهر نیویورک (از جمله مراقبت و کنترل حیوانات)، بهداشت، یا پارکها و تفریحات می‌توانند جریمه صادر کنند.
چنین قوانینی غالباً «قوانین جمع آوری فضله سگ» نامیده می‌شوند، اگرچه این قوانین فقط حکم می‌کنند که صاحبان سگ مدفوع سگهای خود را بردارند، و روش یا دستگاه مورد استفاده (بنابراین استفاده از کیسه پلاستیکی دستی برای از بین بردن مدفوع مطابق با این قوانین است) را تعیین نمی‌کنند.

## ملاحظات بهداشتی

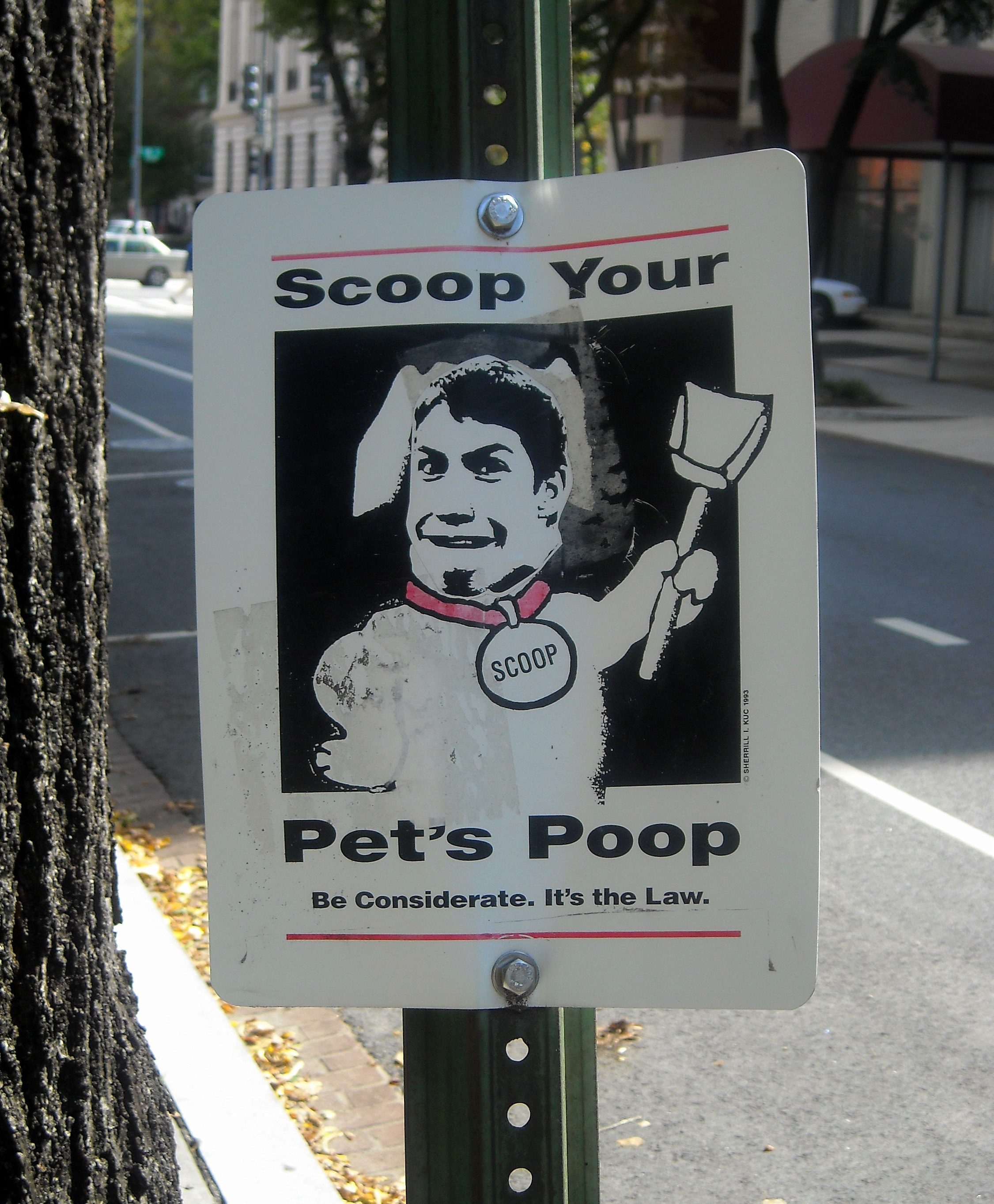
تابلویی که به پارک دستور می‌دهد با رعایت احترام رفتار کند و حیوان خانگی خود را با تصویری از شکارچی جمع کند.

مدفوع سگ یکی از منشأهای اصلی آلودگی باکتریایی ای. کولای (کلیفرم‌های مدفوعی)، توکسوکارا کانیس و آلودگی‌های انگلی کرمی نئوسپورا نئوسپورا است. یک گرم مدفوع سگ حاوی بیش از ۲۰٬۰۰۰٬۰۰۰ سلول ای کولای است. با این که دفع مدفوع توسط یک حیوان به‌طور قابل ملاحظه ای بر محیط زیست تأثیر نمی‌گذارد، اثر تجمعی هزاران سگ و گربه در یک منطقه کلان‌شهری می‌تواند مشکلات جدی را به دلیل آلودگی منابع آب و خاک ایجاد کند. رواناب حاصل از زباله‌های فراموش شده حیوانات خانگی باعث آلودگی آب، ایجاد سلامتی برای افراد، ماهی‌ها، اردک‌ها و غیره می‌شود.
در آلمان تخمین زده می‌شود روزانه ۱۴۰۰ تن مدفوع در اموال عمومی واردشود. یک کمیسیون شهروندان (۲۰۰۵) با اکثریت قریب به اتفاق طرحی را پیشنهاد کرد که تقریباً در هفت ماه به پایان برسد. وقتی موعد تمدید مجوزهای حیوانات خانگی برسد، نمونه‌های DNA مورد نیاز خواهد بود. ظرف یک سال، یک پایگاه داده با حدود ۱۲٬۵۰۰ سگ ملزم به ثبت نام در دسترس کارکنان بهداشتی با کیت‌های آزمایش نمونه قرار می‌گیرد. شواهد به آزمایشگاه پزشکی قانونی ارائه می‌شود که در آن تکنسین‌ها می‌توانند به راحتی زباله‌ها را با سگ آن مطابقت دهند. احتمال جریمه آنی معادل ۶۰۰ دلار آمریکا (با نرخ ارز ۲۰۰۵) به اطمینان از رعایت پیشگیری و همچنین پوشش هزینه‌ها کمک می‌کند. در سگهای بالغ، عفونت توسط توکسوکارا کانیس معمولاً بدون علامت است اما در توله سگها می‌تواند کشنده باشد. تعدادی از مهره داران مختلف از جمله انسان و برخی بی مهرگان می‌توانند توسط توکسوکارا کانیس آلوده شوند. انسان نیز مانند سایر میزبانان، با بلع تخمهای تی کانیس جنینی آلوده می‌شود. بیماری ناشی از لاروهای تی کانیس مهاجر (توکسوکاریازیس) منجر به ایجاد لاروهای مریضی ویسکرالیس و میگرنهای لارو اکولاریس می‌شود. افراد آلوده به بالینی عفونت هلمینت دارند و بندرت دچار کوری می‌شوند.